# Schefflera weibeliana
Schefflera weibeliana är en araliaväxtart som beskrevs av Luciano Bernardi. Schefflera weibeliana ingår i släktet Schefflera och familjen araliaväxter. Inga underarter finns listade.